# Uropterygiinae
Uropterygiinae (Fowler, 1925) è una sottofamiglia di pesci ossei marini appartenenti alla famiglia Muraenidae.

## Tassonomia
La sottofamiglia conta 5 generi:
- Anarchias
- Channomuraena
- Cirrimaxilla
- Scuticaria
- Uropterygius